# 蒙蒂斯克拉鲁斯
蒙蒂斯克拉鲁斯是巴西米納斯吉拉斯州的一個市鎮。總面積3,582.034平方公里，總人口394,350人，人口密度110.09人/平方公里。